# Villers-lès-Cagnicourt
Villers-lès-Cagnicourt ist eine französische Gemeinde mit 254 Einwohnern (Stand 1. Januar 2022) im Département Pas-de-Calais in der Region Hauts-de-France. Sie gehört zum Arrondissement Arras und zum Kanton Brebières.
Nachbargemeinden von Villers-lès-Cagnicourt sind Dury im Norden, Saudemont im Nordosten, Baralle im Osten, Buissy im Südosten, Cagnicourt im Südwesten, und Haucourt im Nordwesten.

## Bevölkerungsentwicklung
| Jahr      | 1962 | 1968 | 1975 | 1982 | 1990 | 1999 | 2007 |
| Einwohner | 245  | 224  | 225  | 207  | 201  | 212  | 230  |

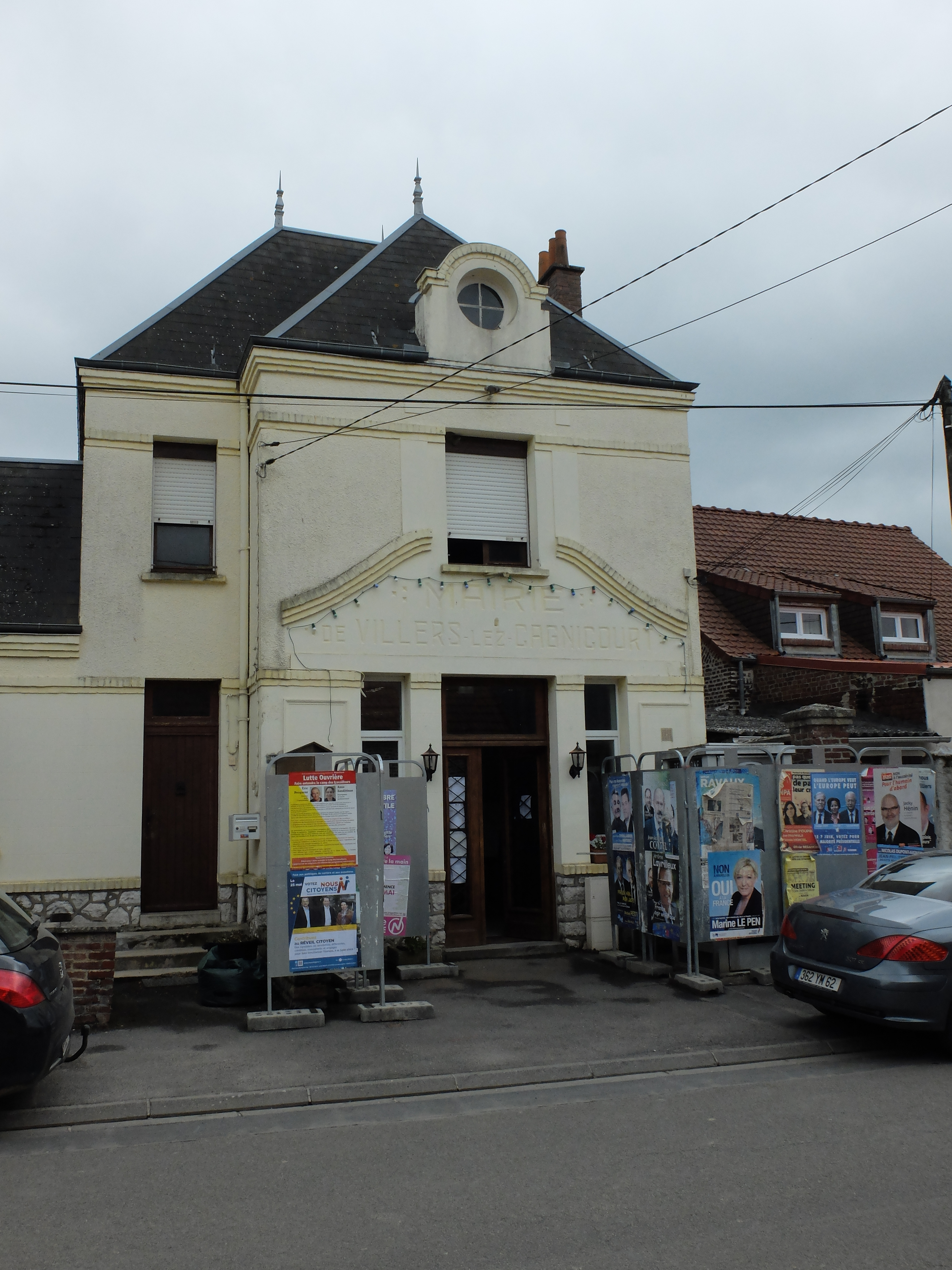
Mairie
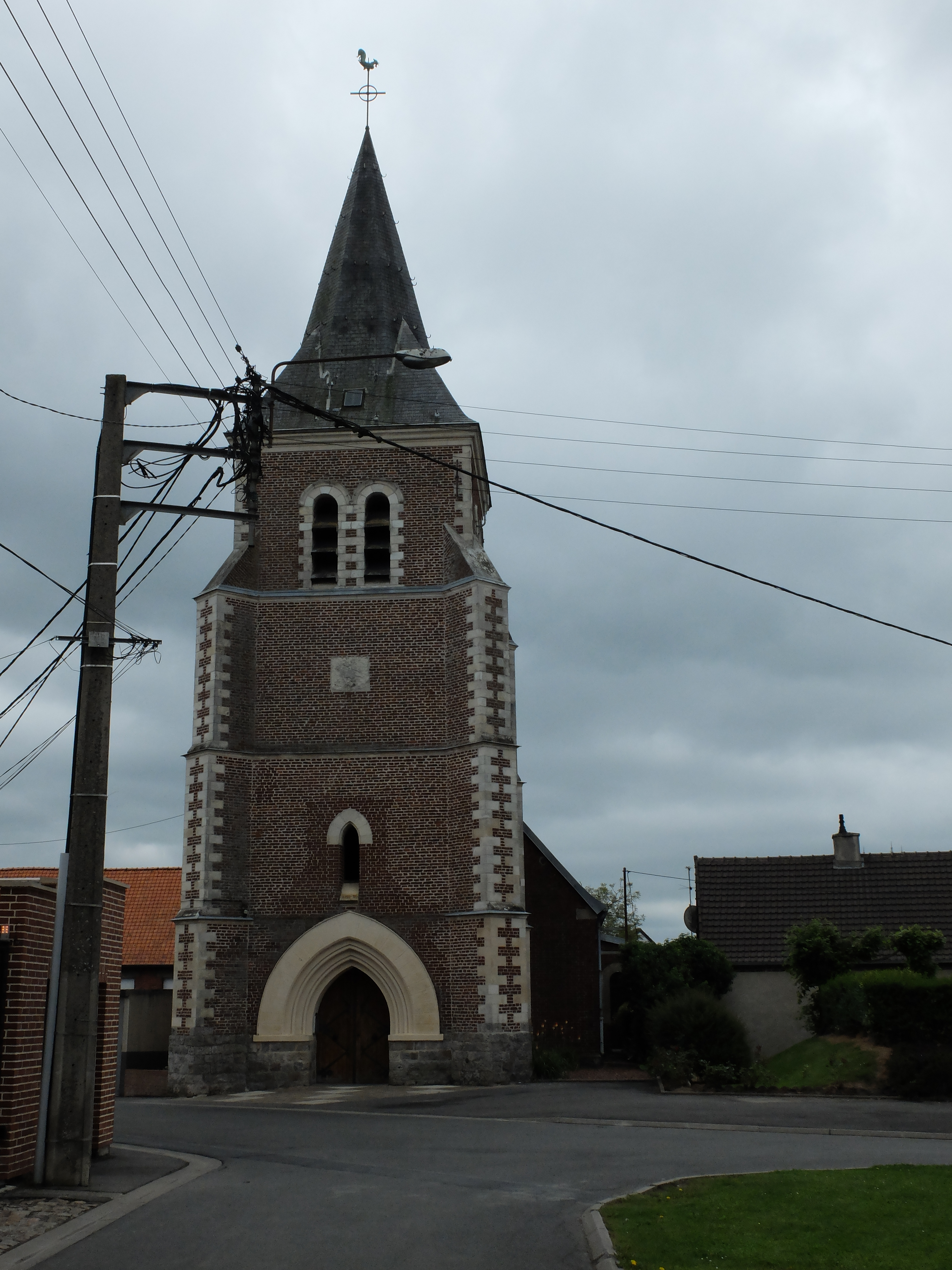
Kirche Saint-Martin